# Crop
Un crop, a veces llamado simplemente fusta o crop de caza, es un tipo corto de látigo sin flagelo, utilizado en la equitación, que forma parte de la familia de herramientas conocidas como látigos de caballo.

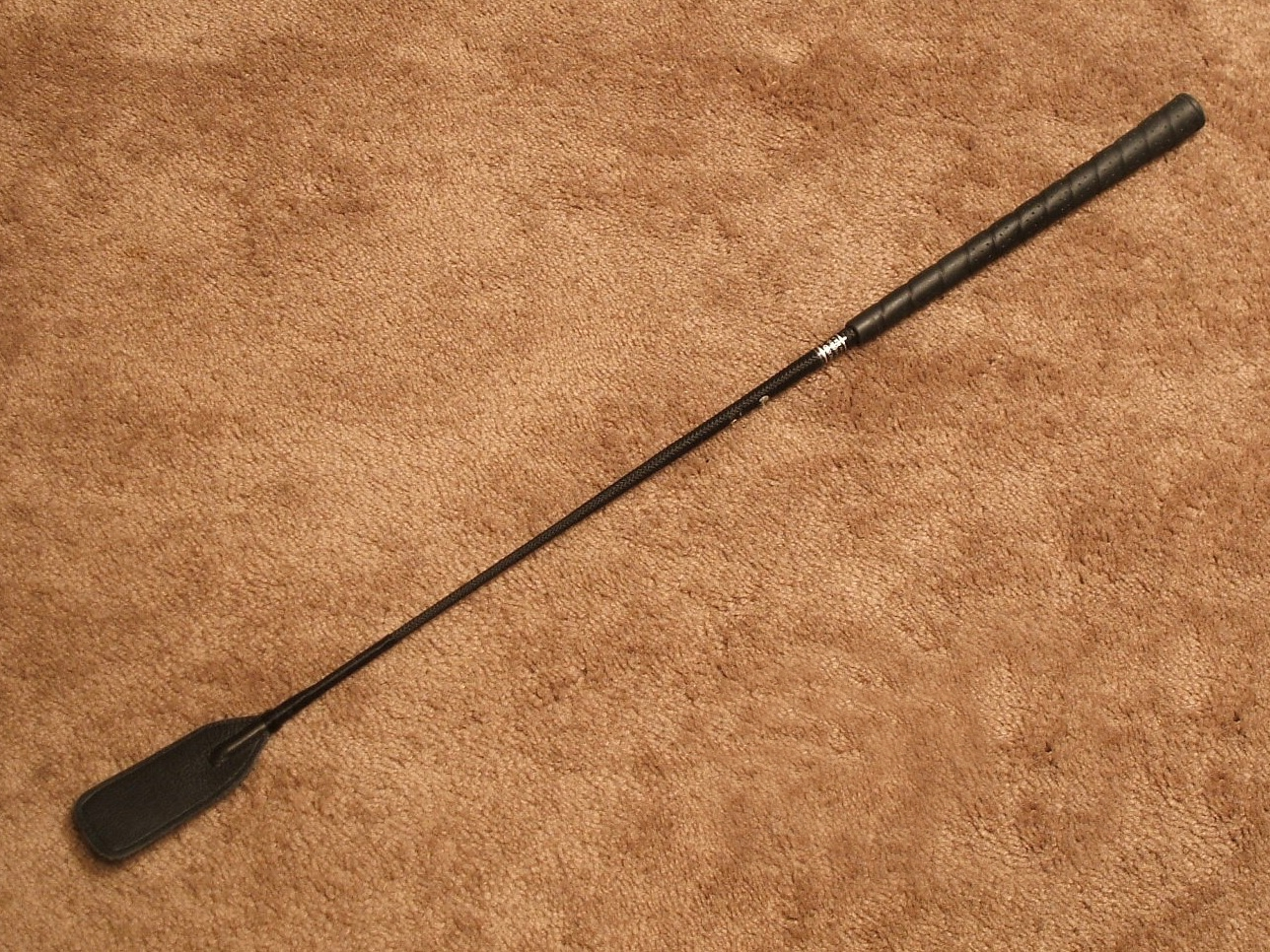
Fusta crop

## Tipos y uso
Un crop moderno por lo general consiste en un eje largo de fibra de vidrio o caña que está cubierto de cuero, tela o material similar. La vara de un crop se espesa en un extremo para formar un mango, y termina en una trenza delgada y flexible, como un cordón enrollado o una lengüeta de cuero, conocida como guarda. El extremo delgado está destinado a hacer contacto con el caballo, mientras que la guarda evita que se marque la piel del caballo. El mango puede tener un lazo de cuero para ayudar a asegurar el agarre o un "pomo" en el extremo para evitar que se deslice a través de la mano del jinete.
La longitud de un crop está diseñada para permitir el apalancamiento suficiente para que se acelere rápidamente con un movimiento controlado de la muñeca sin causar problemas de equilibrio del jinete. Por lo tanto, un verdadero crop es relativamente corto.
El término "látigo" es un término más común que incluye tanto los crop de equitación como los tipos más largos de látigos de caballo utilizados tanto para montar como para la doma. Un látigo es un poco más lento que un crop, principalmente debido a que tiene una longitud y flexibilidad ligeramente mayores.

### Uso en equitación
Los crop están diseñados principalmente para respaldar las ayudas naturales (pierna, asiento y voz) de un jinete, pero también pueden ser utilizados como reprimenda por jinetes más experimentados, por ejemplo para disciplinar a un caballo por negarse a saltar. u otros tipos de desobediencia. Sin embargo, se debe tener cuidado de no insensibilizar al animal con este estímulo.
- En doma clásica se usa un verdadero látigo, más largo que un crop, (hasta 43 pulgadas, incluidas las pestañas o el popper) para el entrenamiento de los caballos, lo que permite que el jinete toque el costado de la montura mientras mantiene ambas manos sobre las riendas.
- Los látigos de caza no son para usar en el caballo, pero tienen un "gancho" al final para usar al abrir y cerrar puertas sin desmontar, así como una larga correa de cuero para evitar que los perros se acerquen a las patas del caballo, y poder golpearlos si es necesario.

### Arma
Los crops se pueden usar como un arma. En la serie de novelas y cuentos cortos de Sherlock Holmes, ocasionalmente se dice que Holmes lleva una como arma favorita (por ejemplo, "La aventura de los seis napoleones"). Específicamente, es un crop de caza cargado. Dichos crops se vendieron en su época. La carga se refiere a la práctica de llenar el eje y la cabeza con un metal pesado (por ejemplo, acero, plomo) para proporcionar algo de peso.
En el videojuego Team fortress 2,la clase Soldier Usa una fusta como arma cuerpo a cuerpo seleccionable

### Fetichismo
En ocasiones, los sado-masoquistas pueden usar fustas como implemento para "domesticar" a su pareja sexual. El escultor art decó Bruno Zach realizó su escultura más conocida, llamada "The Riding Crop" (hacia 1925), que presenta una dominatrix ligeramente vestida con una fusta.